# Csivava
A csivava a világ egyik legkisebb kutyafajtája. Típusai a chihuahua pelo corto (rövid szőrű csivava), illetve chihuahua pelo largo (hosszú szőrű csivava).

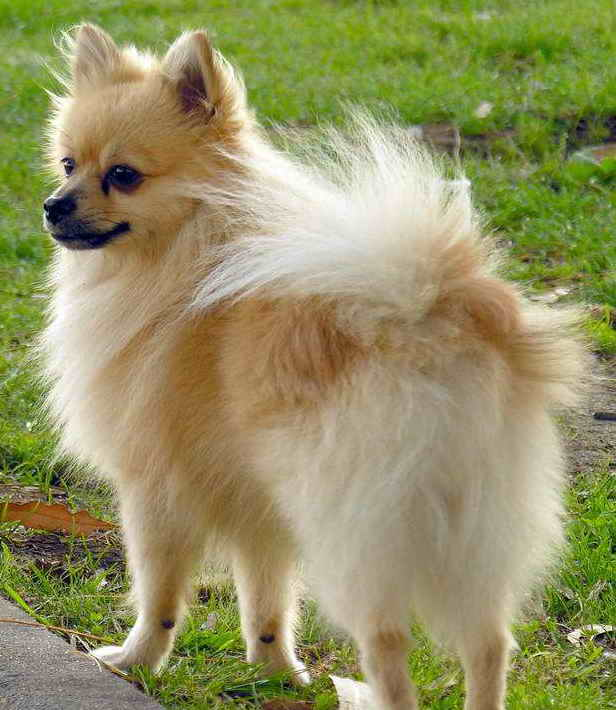
Hosszúszőrű csivava

## A múltban
Ősi kutyafajta. Mexikóból származik. Kevés információnk van történetéről. Néhány forrás azt bizonyítja, hogy az aztékok és toltékok idejében már őrzőkutyaként alkalmazták. A városfalakon ábrázolták Techichit, a csivava ősét, a kis termetű terrierszerű kutyát. Az Amerikai Egyesült Államokba 120 évvel ezelőtt érkeztek meg a bennszülöttek révén. Európába megérkezése után keresztezték papillonnal, a törpespiccel és a tibeti spániellel. Magyarországra 1960 körül érkezett.
Egy másik elmélet szerint valószínűleg a toltékok és az aztékok szent kutyáinak leszármazottai, amelyek egyszerre voltak áldozati állatok és finom ínyencségek. Hernán Cortés azt írta az egyik levelében, hogy az aztékok élelemként is nevelték és fogyasztották őket.
Mások szerint a már az ókori egyiptomiak által is ismert törpék a vikingek hajóival kerültek az Újvilágba, de sokkal valószínűbbnek tűnik a portugál tengerészek podengo pequenójával való rokonságuk. Bárhogy legyen is, a parányi kutyákat amerikaiak fedezték fel Mexikóban.

## Tulajdonságai
Nagy felálló füleivel a legapróbb neszt is meghallja, éppen ezért kiváló jelzőkutya. Aki felületesen ismeri és első megérzései alapján ítéli meg ezt a kutyafajtát, azt hiszi, hogy egy törékeny, visszahúzódó, csendes, kis szerény állatka a csivava. A valóságban igen harcias, a méreténél jóval nagyobb állatokat is megtámad, kis termete ellenére tehát határozott nevelést igényel. Méretének megfelelően gyors és játékos.

## Csivavák filmekben, regényekben

### Filmek
- Gazdátlanul Mexikóban (2008)

A Beverly Hills-i csivava, Papi rajong fajtatársáért, az elkényeztetett, felékszerezett Chloéért. Chloe egy mexikói üdülés során eltéved, és kutyaviadal-szervezők kezébe kerül. Szorult helyzetében segítségére siet Delgado, a német juhászkutya, valamint Rachel, Chloe gazdája és Papi is.
- Doktor Szöszi (2001)

A főszereplő, Elle csivavája Gyilkos Woods (angol eredetiben Bruiser) névre hallgat. A kutyus annyira belopta magát a nézők szívébe, hogy a második rész történetében központi szerepet játszik, hiszen az ő rokonait kell megmenteni a gonosz kozmetikai cég kísérleteitől. Gyilkost Moonie kutya játssza, akinek parádés ruhakölteményei divatot teremtettek.

### Regények
Nácsa János A Csontváry-kód, avagy nem esik messze a macska a fájától című szatirikus-misztikus krimijében feltűnik Tarzan, egy vérmes csivava fiú, akinek végül kulcsszerepe lesz az egyik gonosz elfogása során.